# Pitcairnia saxicola
Pitcairnia saxicola är en gräsväxtart som beskrevs av Lyman Bradford Smith. Pitcairnia saxicola ingår i släktet Pitcairnia och familjen Bromeliaceae. Inga underarter finns listade i Catalogue of Life.